# Demokratische Volksrepublik Jemen
Demokratische Volksrepublik Jemen (arabisch جمهورية اليمن الديمقراطية الشعبية Dschumhūrīyat al-Yaman ad-Dīmuqrātīya asch-Schaʿbīya, DMG Ǧumhūrīyat al-Yaman ad-Dīmuqrāṭīya aš-Šaʿbīya, im Sprachgebrauch der DDR Volksdemokratische Republik Jemen, VDRJ) war seit 1970 die Bezeichnung eines von 1967 bis 1990 bestehenden Staates im Südjemen. Davor hieß der Staat Volksrepublik Südjemen. Hauptstadt war Aden.

## Geschichte
Der Südjemen (so der geläufige Name) wurde am 30. November 1967 von der seit den 1830er Jahren währenden britischen Kolonialherrschaft unabhängig, nachdem die Südarabische Föderation und das Protektorat von Südarabien sich zur Volksrepublik Jemen (offiziell: Volksrepublik Südjemen) zusammengeschlossen hatten. Drei Jahre später wurde eine neue Verfassung beschlossen (1970) und es erfolgte die Umbenennung in die bis 1990 verwendete Bezeichnung „Demokratische Volksrepublik Jemen“ (DVRJ oder DVJ). Festgeschrieben wurde in der Verfassung als politisches Credo der wissenschaftliche Sozialismus, was zum Ausdruck bringen sollte, dass gesamtjemenitische Interessen vorweggedacht würden.

### Innenpolitik
Die Demokratische Volksrepublik Jemen verfolgte unter einer marxistischen Einheitspartei, der Jemenitischen Sozialistischen Partei, eine sozialistische Politik und lehnte sich eng an den sozialistischen Ostblock an. Großbetriebe und erhebliche Teile von Grundbesitz wurden verstaatlicht. Bereits 1978 ließ Staatschef Salim Rubai Ali in internen Machtkämpfen sein Leben, 1986 kam es innerhalb der Einheitspartei wegen Auseinandersetzungen um die politische Öffnung des Landes zu einem zweiwöchigen Bürgerkrieg mit Tausenden von Toten, bei dem der Staatschef Ali Nasir Muhammad al-Hassani (1980–1986) gestürzt wurde. Jedoch konnte sich sein Anhänger Haidar Abu Bakr al-Attas als Staatschef durchsetzen.
Innenpolitisch ausdrücklich gefördert wurde die Emanzipation der Frauen. Durch die Annäherung an die Sowjetunion und teils auch an die Volksrepublik China (so nutzte die Sowjetunion das Territorium des Südjemen für logistische Zwecke eigener Außenpolitik, beispielsweise die Unterstützung des revolutionären Regimes in Äthiopien) kam es im Gegenzug zu einer zunehmenden Verdrängung des Islam aus dem Alltag.  Die ideologische Grundlage und die reale Politik des Südjemen unterschieden sich somit von den blockfreien Staaten Ägypten und Libyen, die einen arabischen Sozialismus propagierten.

### Außenpolitik
Mit der im Nordjemen bestehenden Jemenitischen Arabischen Republik und Saudi-Arabien kam es immer wieder zu bewaffneten Auseinandersetzungen aufgrund von Grenzstreitigkeiten beziehungsweise der Unterstützung von Oppositionsgruppen im jeweils anderen Land, aber auch wiederholt zu Versöhnungsvereinbarungen und Vereinigungsplänen (1972, 1979). Besonders schwierig gestaltete sich der Juni 1978, als der Präsident des Nordjemen, Oberst Ahmed Hussein al-Ghaschmi, mittels einer mutmaßlich aus dem Südjemen stammenden Briefbombe getötet wurde und lediglich zwei Tage später der südjemenitische Präsident Salim Ruba'i einem tödlichen Staatsstreich zum Opfer fiel, was 1979 zum zweiten Grenzkrieg führte. Dieser konnte erst auf internationalen Druck hin durch die Kuwaiter Verträge im März des gleichen Jahres befriedet werden.
Auch mit dem Oman gab es Konflikte, als die Volksrepublik im Dhofar-Krieg eine sozialistische Guerillabewegung unterstützte. Dieser Krieg wurde 1975 beendet. Mit Saudi-Arabien und später auch Kuwait wurden 1976 Friedensabkommen abgeschlossen, woraufhin das Land unter anderem auch saudische Wirtschaftshilfe erhielt. 
Die Regierung erhielt in den 1980er Jahren Unterstützung durch die Deutsche Demokratische Republik, gegenüber westlichen Ländern schottete der Südjemen sich hingegen ab. Im Februar 1975 wurden durch Freipressung und im Mai 1978 durch einen Gefangenenaustausch deutsche Mitglieder der Rote Armee Fraktion in den Südjemen ausgeflogen.
Mit dem Zusammenbruch des Ostblocks in der Zeit ab 1989 kam es zu einer politischen und wirtschaftlichen Annäherung an die Jemenitische Arabische Republik, aus der schließlich die Wiedervereinigung der beiden Landesteile am 22. Mai 1990 resultierte.

### Demokratische Republik Jemen
Nach der Wiedervereinigung mit der Jemenitischen Arabischen Republik scheiterte vier Jahre später ein erneuter Abspaltungsversuch von al-Attas (21. Mai bis 7. Juli 1994). Diese kurzlebige, die alten Staatssymbole (Wappen und Flagge) übernehmende Demokratische Republik Jemen war allerdings diplomatisch nur von Oman und inoffiziell von den übrigen Staaten des Golfkooperationsrates anerkannt worden.

## Politisches System

### Staatschefs
Liste der Staatschefs der (Demokratischen) Volksrepublik Jemen:
- Qahtan Muhammad asch-Schaʿbi (30. November 1967 bis 22. Juni 1969)
- Salim Rubai Ali (23. Juni 1969 bis 26. Juni 1978)
- Ali Nasir Muhammad (1. Juli 1978 bis 27. Dezember 1978)
- Abd al-Fattah Ismail (27. Dezember 1978 bis 21. April 1980)
- Ali Nasir Muhammad (21. April 1980 bis 24. Januar 1986)
- Haidar Abu Bakr al-Attas (24. Januar 1986 bis 22. Mai 1990)

### Verwaltungsgliederung

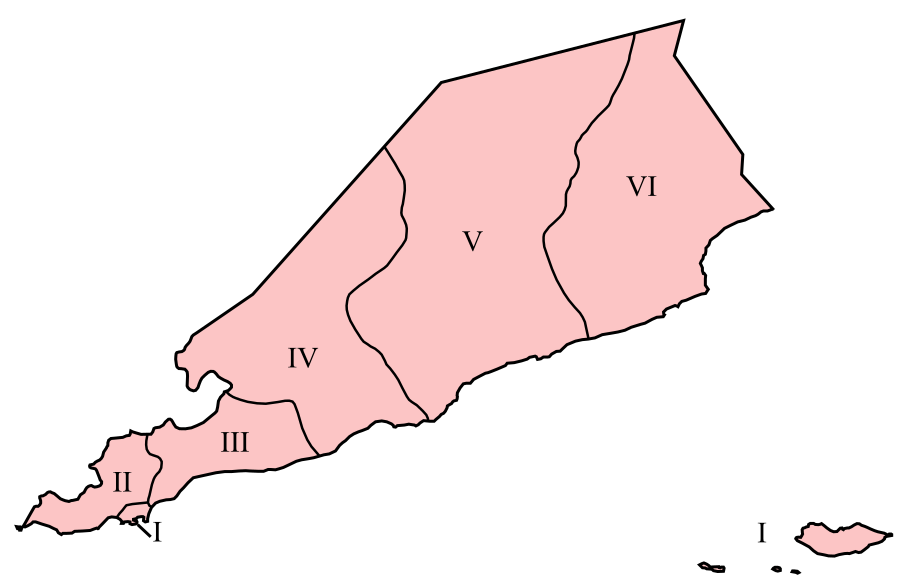
Verwaltungsgliederung der Demokratischen Volksrepublik Jemen

Die Demokratische Volksrepublik Jemen war in sechs Gouvernements gegliedert, die heute noch im Jemen bestehen.
| Nummer | Name       | Fläche (in km²) | Hauptstadt  |
| ------ | ---------- | --------------- | ----------- |
| I      | ʿAdan      | 6.980           | Aden        |
| II     | Lahidsch   | 12.766          | Hawatah     |
| III    | Abyan      | 21.489          | Zindschibar |
| IV     | Shabwah    | 73.908          | ʿAtaq       |
| V      | Hadhramawt | 155.376         | al-Mukalla  |
| VI     | al-Mahra   | 66.350          | al-Ghaida   |